# Baldr

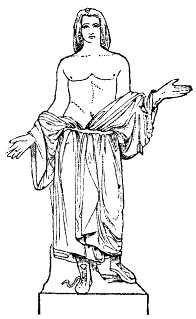
Baldr

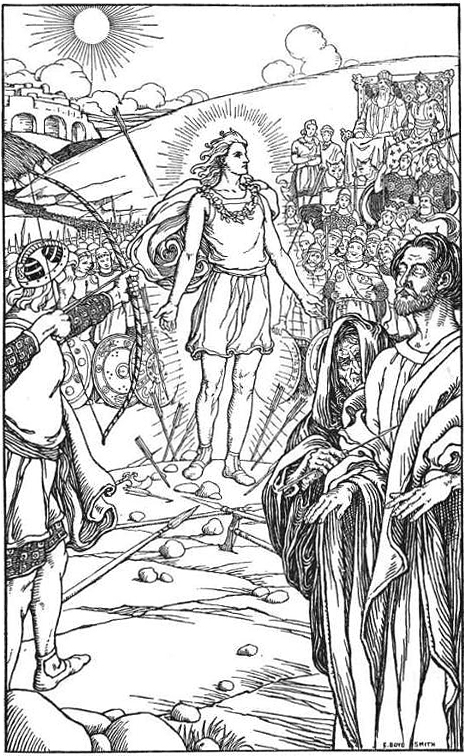
Baldr toont zijn onaantastbaarheid, Odin en Frigg kijken toe. Loki geeft Hodur een pijl van maretak

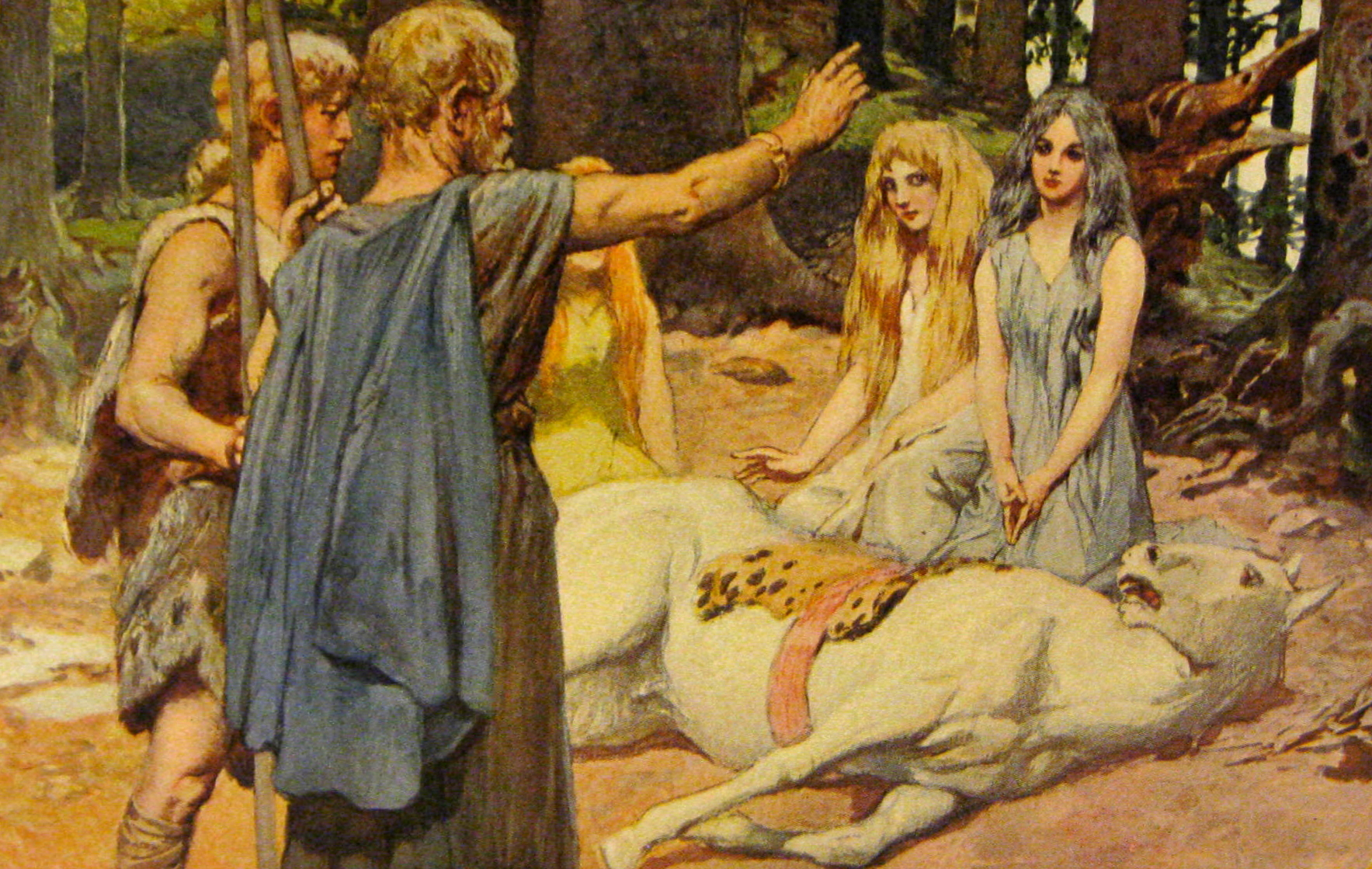
Wodan geneest het paard van Baldr, de drie Nornen zitten op de grond

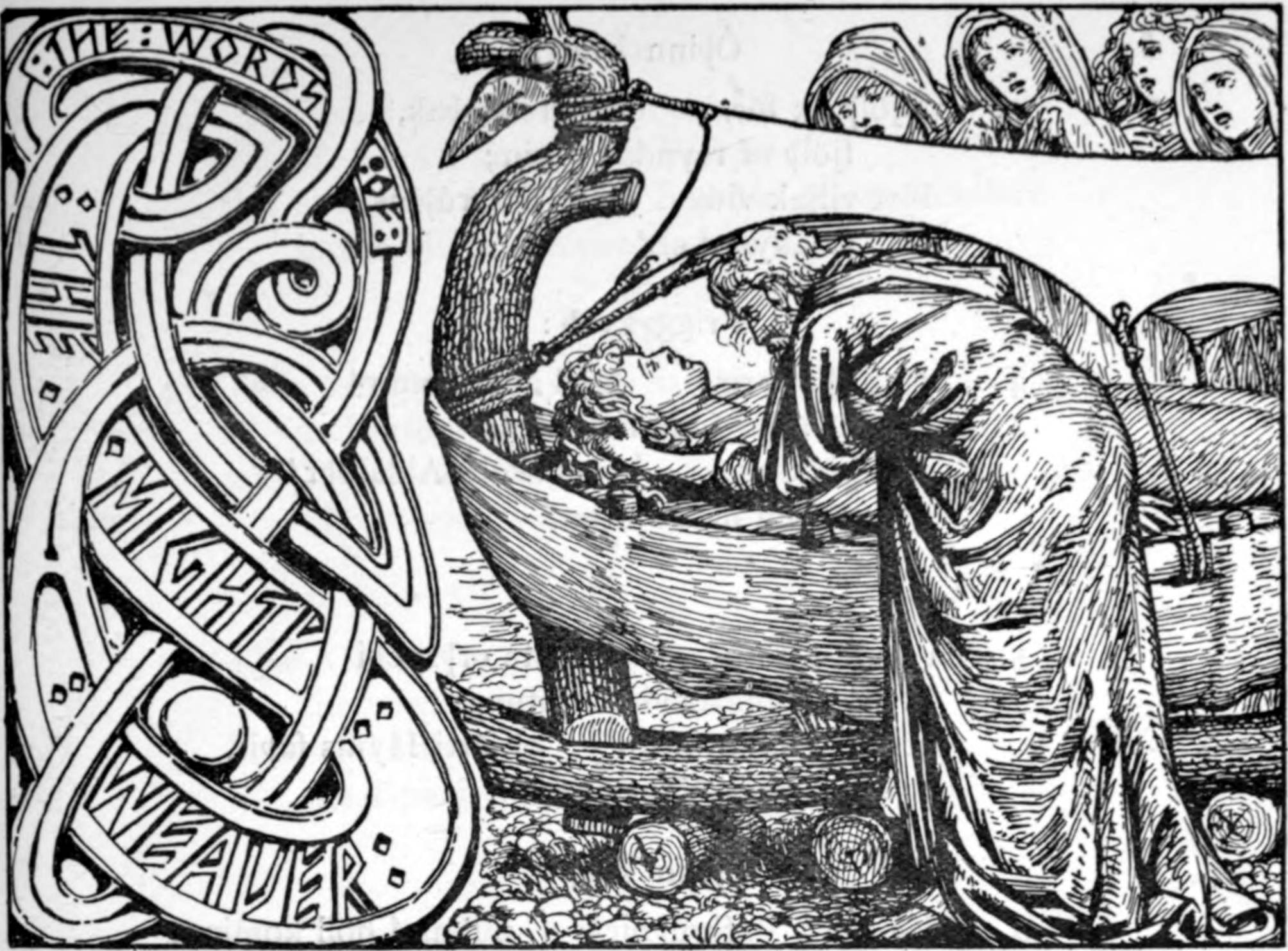
Odins laatste woorden aan Baldr

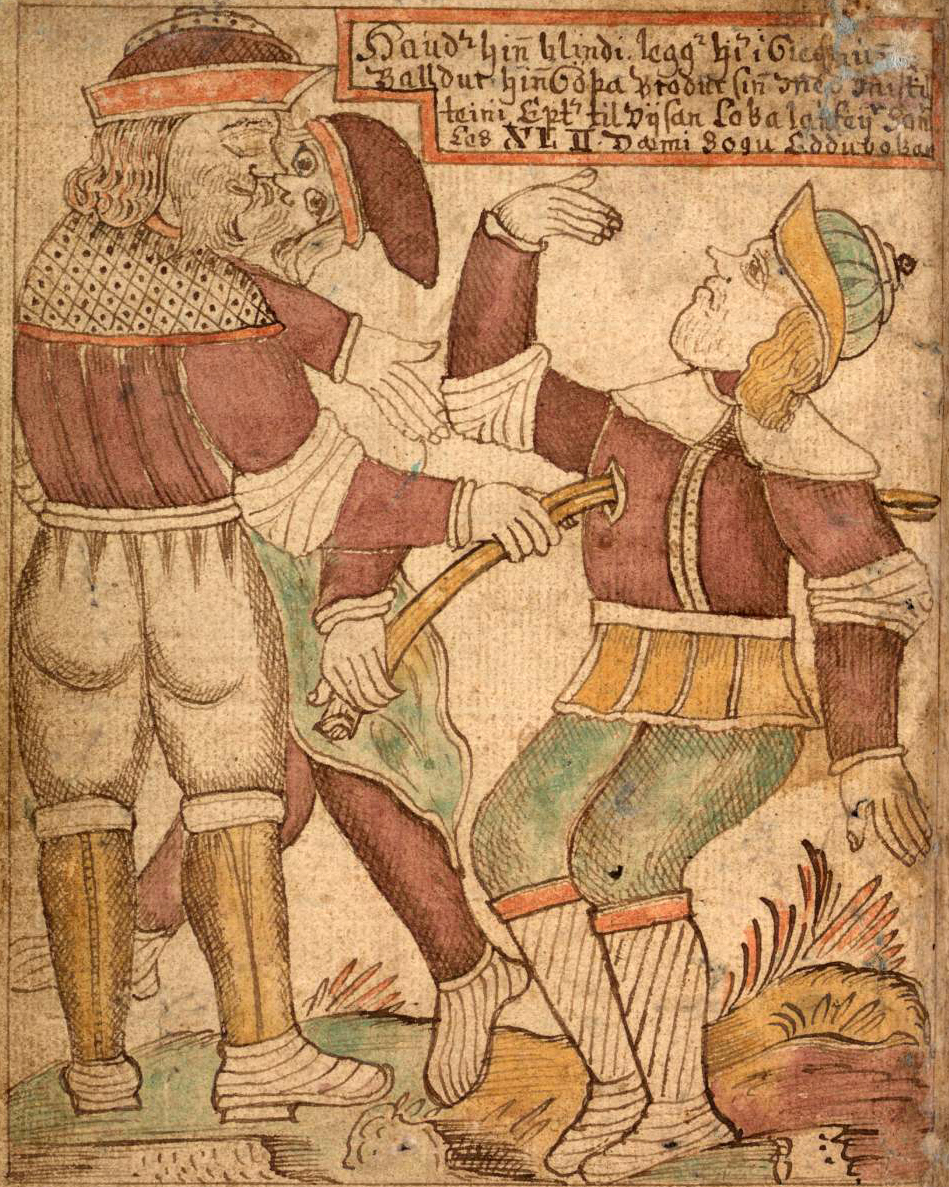
Baldr wordt gedood door zijn blinde broer Höðr (die werd in de val gelokt door Loki)

Baldr of Balder is een Asengod uit de Noordse mythologie. Hij werd bijgenaamd de Schone en de Goede.
Baldr was de zoon van de oppergod Odin en zijn vrouw de godin Frigg en woonde in het paleis Breidablik samen met zijn vrouw Nanna. Zolang hij leefde zou het paleis waarin hij woonde licht over de aarde verspreiden. Daarom werd Baldr ook geëerd als god van het licht en de lente, van de wijsheid en de welsprekendheid. Zijn rechtvaardigheid en zijn goede humeur deden bij iedereen sombere tijden doen vergeten.
In een droom werd voorspeld dat iemand Baldr zou vermoorden. Daarom liet Frigg iedereen een belofte afleggen hem geen kwaad te doen. Zowel de bomen als de dieren moesten de eed afleggen, niemand werd vergeten. Door deze maatregel vergat iedereen al gauw de doodsbedreiging en keerde de rust weer. Maar Loki, de onruststoker, was niet tevreden. Hij kwam te weten dat de maretak de eed niet had afgelegd en Baldr dus kon doden. Hij maakte van de maretak een pijl en liet die door Hodr, een blinde broer van Baldr, afvuren op Baldr. Zo doodde de nietsvermoedende Hodr zijn eigen broer.
Baldr kan niet naar Valhöll omdat hij niet eervol op het strijdperk is gestorven, maar moet dus naar Hel (Folkvangr, de 'gewone' onderwereld). Frigg smeekt alles ter wereld om opnieuw Baldr weer naar de wereld te laten komen om daarna naar Valhöll te kunnen. Voorwaarde van Hel is dat dan iedereen, zonder uitzondering, op aarde moet treuren. Er is echter een reus die weigert te treuren, dit is een vermomming van Loki. 
Bij Baldrs verbranding springt zijn vrouw Nanna op het vuur, waarbij zij omkomt en samen met Baldr naar Hel gaat. Wanneer de nieuwe wereld zal ontstaan, dan zal Baldr het hoofdwezen zijn, na de Ragnarok.
Baldr is ook degene die de reuzendochter Skadi had hopen te mogen kiezen uit de Asen ter vergoeding voor de dood van haar vader. Ze mocht enkel de voeten van de kandidaten zien en koos er de meest blanke voeten uit. Dat waren echter die van de zeegod Njord.

## Cultus
Volgens James Frazer (de schrijver van The Golden Bough (1890—1922), een uiterst invloedrijk en omstreden werk over mythen en gebruiken bij vele volkeren) was er een cultus van Baldr: een palissade rond een sacrale plaats met een soort tempel, met beeltenissen van goden. Het Baldr-verhaal leent zich voor opvoeringen, net zoals de Griekse tragedies.
Er waren rituelen met vuurfeesten. De begrafenis van Baldr, waarbij een reuzin  een schip als brandstapel de zee instuurde, werd een midzomernachtsymbool. 
Baldr is ook de god van de bomen: heilige bossen in Noorwegen waren aan hem gewijd. De maretak (een heksenkruid), het hout waarmee hij gedood werd, groeit zelden op een eik. Vandaar de interpretatie als teken van bliksem van de goden, sacralisering van de eik. De druïden bij de Kelten snijden tijdens midzomer met een gouden sikkel deze maretak. Fraser ziet relicten in het Sint-Jansvuur. De Germanen hadden dan de herdenking van Baldrs dood.

## Culturele verwijzingen
- In het beroemde gedicht "Mei" van Herman Gorter uit 1889 heeft het meisje Mei een tijdelijke verbintenis met de blinde god Balder, uit de Noordse mythologie. Het is een lyrische beschrijving van liefdesvreugde en afscheidspijn.
- Bij de Nederlandse marine zijn verschillende schepen naar Baldr genoemd, de Hr. Ms. Balder uit 1879 en 1954.
- Baldr komt ook voor in het spel voor de Nintendo DS "Shin Megami Tensei: Devil Survivor" maar dan onder de naam Beldr. Hier is hij de grote vijand die wraak komt nemen voor wat Loki hem heeft aangedaan. Om hem te verslaan, moeten de held en zijn vrienden maretak zien te vinden, omdat ze hem alleen hiermee kunnen vermoorden.